# Fernand Icart
Fernand Icart   (Niça, 3 de desembre de 1921 - Niça, 26 d'agost de 2008) fou un polític francès.
Fill d'Auguste Icart, adjunt de Jean Médecin, va ser en un principi un cap d'empresa reconegut i un actor econòmic de primer pla. Havent reprès i havent desenvolupat la societat familiar de calefacció central fundada pel seu avi el 1866, va ser el fundador de la Chambre économique de la Côte d'Azur el 1953 abans d'esdevenir-ne el president el 1957.
Aquest Republicà independent - va fundar la primera federació a França - després  UDF, va debutar a la seva carrera política com a conseller general el 1961. Suplent del general Corniglion-Molinier, el va succeir com a diputat a la seva mort el maig de 1963. Constantment escollit de nou, va ser president de la Comissió de les Finances de l'Assemblea nacional. Després del seu pas al govern, esdevingué l'abril de 1979 un de personatges més importants de l'estat en tant que ponent general del pressupost a l'Assemblea nacional.
El 1981, batut pel socialista Jean-Hugues Colonna, marxava del palau Bourbon però no de la política, ja que aquest home profundament independent era escollit regidor d'oposició de Jacques Médecin.
Marit, pare de quatre nens, va patir el dolor de perdre Philippe, morta el 2005 a l'edat de 55 anys. Allò el marcà fortament i la seva salut començà a declinar a partir d'aquell moment.

## Funcions ministerials
- Ministre de l'Equipament i de la Disposició del territori del govern de Raymond Barre, del 27 de setembre de 1977 al 31 de març de 1978

## Mandats parlamentaris
- 10/05/1963 - 2/04/1967; 30/06/1968 - 26/10/1977: diputat Republicans independents dels Alps Marítims (reemplaça Édouard Corniglion-Molinier, mort).
- 19/03/1978 - 22/05/1981: diputat  UDF dels Alps Marítims.